# Křišťanova čp. 36 (Prachatice)
Původně měšťanský dům někdy nazývaný též U sv. Kryštofa se nachází na parc. č. 37 [361-365] na adrese Křišťanova čp. 36 v Prachaticích. Dům je zapsán v Ústředním seznamu kulturních památek České republiky pod rejstříkovým číslem ÚSKP. V letech 1995 - 1997 byl po restituci rekonstruován a byla restaurována dochovaná část sgrafitové výzdoby arkýře. Výsledky průzkumu a restaurování shrnul Petr Pavelec.

## Historie domu
Dům je pravděpodobně až pozdně gotického původu a byl dodatečně přistavěn, zřejmě po požáru města v roce 1501, k bloku domů na východní straně náměstí. Zakryl tak do té doby viditelný pohled na kostel sv. Jakuba z Velkého náměstí. Dům č. p. 36 byl přistavěn k vedlejšímu gotickému domu č.p. 37 (U Jelena), jehož venkovní omítka a lomený oblouk byly nalezeny při průzkumu interiéru v roce 1995. Pravá strana arkýře není vynesena na krakorci, ale opírá se o zeď tohoto domu. Dům ve své historii prošel složitým stavebním vývojem, který postupně degradoval původní podobu. V pozdní renesanci byla překryta původní sgrafita novými omítkami s výmalbou. V baroku opět přibyla na fasádě nová omítka s výmalbou. Zároveň zřejmě bylo sneseno atikové patro nad korunní římsou. V 19. století došlo k radikální přestavbě, která tvarosloví fasády domu zásadně zjednodušila do podoby doložené před poslední rekonstrukcí v roce 1997. Rozdíl mezi vystupujícím parterem prvního podlaží osazeném jako arkýř na krakorcích a přízemím bylo necitlivě zrušeno zazdívkou. Na jednolitou nečleněnou fasádu byla nanesena břízolitová omítka. Podle Soupisu handlovníků se solí z roku 1570 byl vlastníkem domu v tomto roce Vondřej Šartl. Podle Soupisu handlovníků se solí z roku 1585 i soupisu obyvatel města z roku 1585 patřil dům v roce 1585 prachatické měšťance a solní obchodnici paní Ludmile Šartlové (pravděpoodbně vdově po Vondřeji Šartlovi). Zjednodušující úprava v 19. století byla dílem majitele domu Linharta Diocenta, který byl konšelem a patřil mezi přední prachatické měšťany.

## Popis domu
Dvoupatrový podsklepený dům je situován v severním vrcholu východního domovního bloku zástavby Velkého náměstí. Zaujímá celou plochu úzké gotické parcely spojující severovýchodní nároží náměstí, ulici ústící z Velkého náměstí na Kostelní náměstí a Křišťanovu ulici, kde dům čp. 36 vyplňuje též p. č. 38/3. Na severu k němu přiléhá dům Velké náměstí čp. 35, směrem na jih sousedí s domem Velké náměstí čp. 37. S domem čp. 36 v Křišťanově ulici sousedí směrem na sever dům Křišťanova čp. 34 a směrem na jih s domem Křišťanova čp. 171. Střecha nad západní částí domu je sedlová s dvojicí sedlových vikýřů opláštěných palubkami se čtvercovými čtyřtabulkovými okny. Ve střední části je mezi střechy vložena novodobá střešní terasa se vstupem od západu. Střecha nad východní částí domu je rovněž sedlová. Západní průčelí domu je dvouosé. V přízemí v severní ose je dvoukřídlý segmentově zaklenutý vstup, uzavřený jednokřídlými dřevěnými, z 2/3 prosklenými dveřmi s bočními světlíky a nadsvětlíkem, v jižní ose segmentově zaklenutý výkladec. První patro je povysazeno na jednoduchých kamenných konzolách, do nichž sklenuty segmentové pasy. Plocha fasády do náměstí je zdobena sgrafitem s freskou mezi okny. Druhé patro bylo dodatečně nastavěno a je zakončeno dochovanou původní korunní římsou. V nadezdívce nad římsou jsou osazena dvě čtvercová čtyřtabulková okna, nad nimi podstřešní profilovaná římsa. Střecha sedlová s dvojicí sedlových vikýřů. Průčelí do Křišťanovy ulice je dvoupatrové z 1/2 20. stol. V přízemí jižně vstup do domu s novými dřevěnými dvoukřídlými plnými dveřmi. Zde je umístěna novodobá prodejna s obdélným horizontálním výkladcem, vstup a další výkladec, vše v kovových rámech s průběžným novodobým vývěsním štítem. Patra po třech dvojicích sdružených šestitabulkových dvoukřídlých oken, vložených jako náhrada původních pásových oken, jak naznačují společné parapetní římsy. Střecha s námětky. Střešní krytina je tvořena bobrovkami na řídkém laťování (korunové krytí).

## Sgrafitová výzdoba

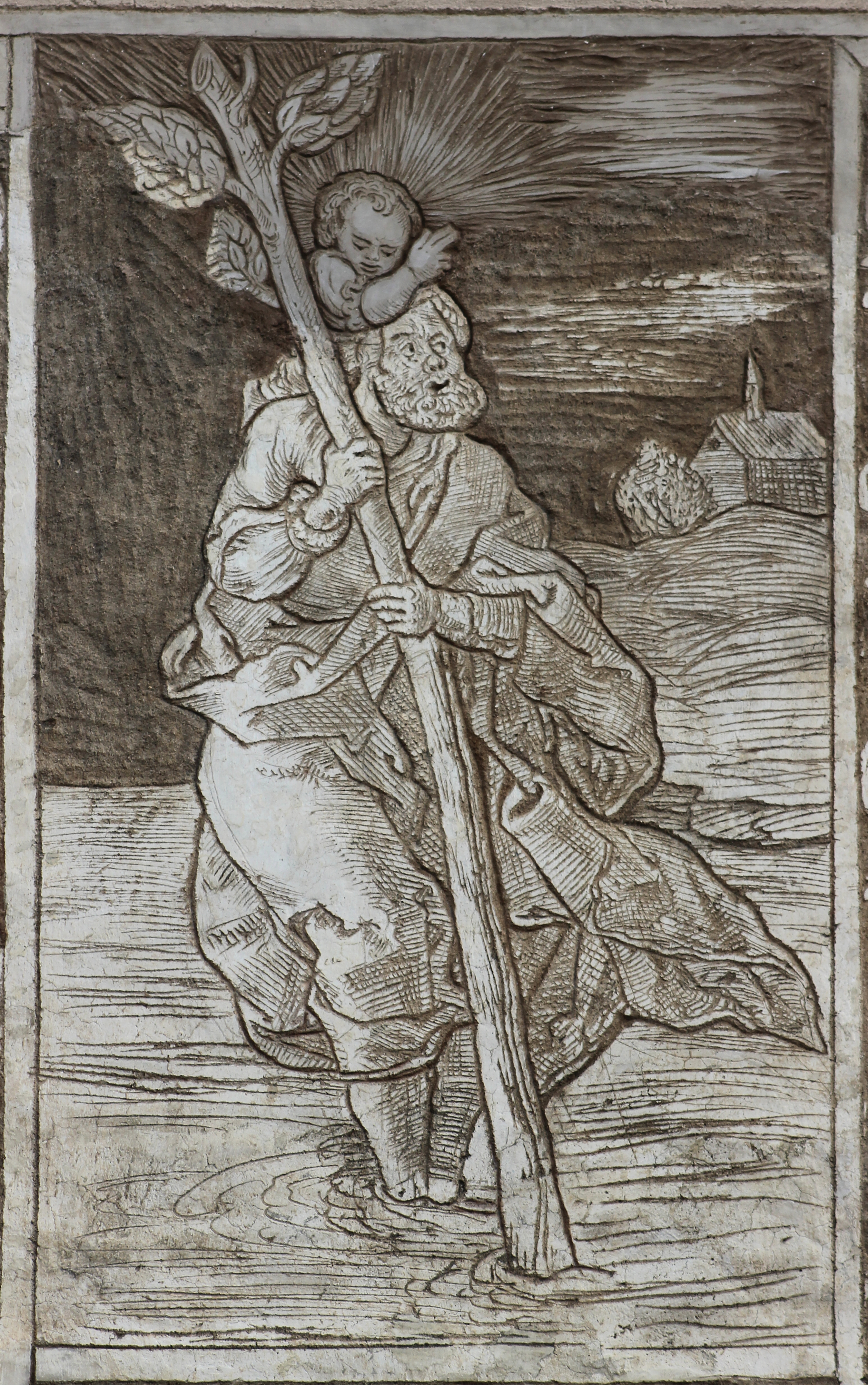
Sv. Kryštof na průčelí domu č.p. 36 do Velkého náměstí

Současný vzhled fasády domu do Velkého náměstí je výsledkem restaurování v roce 1996 - 7. V partiích s rozvilinami a sekundárními motivy analogicky odvoditelných z dochovaných ploch bylo rozhodnuto o rekonstrukci a v ústředním obraze sv. Kryštofa, kde chyběla část obrazu s Ježíškem, kterého světec nese na pravém rameni, bylo rozhodnuto o konzervačním přístupu bez rekonstrukcí.
Sgrafito se dochovalo pouze na ploše fasády arkýřového nadzemního podlaží. Dům se v patře otvírá do náměstí dvojicí na výšku postavených obdélných oken, mezi které je vložen ústřední obraz sv. Kryštofa. Výzdoba arkýře na třech mělkých krakorcích, mezi kterými vybíhá dvojice stlačených segmentových oblouků, je uzavřena v iluzivním architektonickém rámci. Nad dvojicí krajních krakorců se původně vypínaly sgrafitové sloupy, na kterých ležel vlys zakončený profilovanou římsou oddělující atikové patro, dnes nahrazené druhým podlažím. Dochoval se pouze sloup nalevo. Z vysokého kanelovaného soklu, na kterém leží plintus a patka sloupu, vyrůstá jednoduchý neprofilovaný oválný dřík, ukončený prstencem, figurální hlavicí a krycí deskou. Dvojice oken pod kladím je rámová na šambránou, bohatě zdobenou rozvilinami, delfíny, volutami, andílky atd. Páska s analogickými motivy rámuje i segmentové spodní ukončení arkýře. V horní liště okenních šambrán jsou v ose umístěny medailony s profilem vousatého vojáka s přilbicí na hlavě. Prostor mezi okny byl vyhrazen ústředním motivům fasádní výzdoby. Vrchní dvě třetiny prostoru nad středním krakorcem vyplňuje obraz se sv. Kryštofem, který se s výjimkou nejvrchnější partie dochoval zcela neporušen. Plomba pohltila celou horní partii, včetně postavy Ježíška na světcově pravém rameni.

### Rožmberský erb na sgrafitu a jeho datace

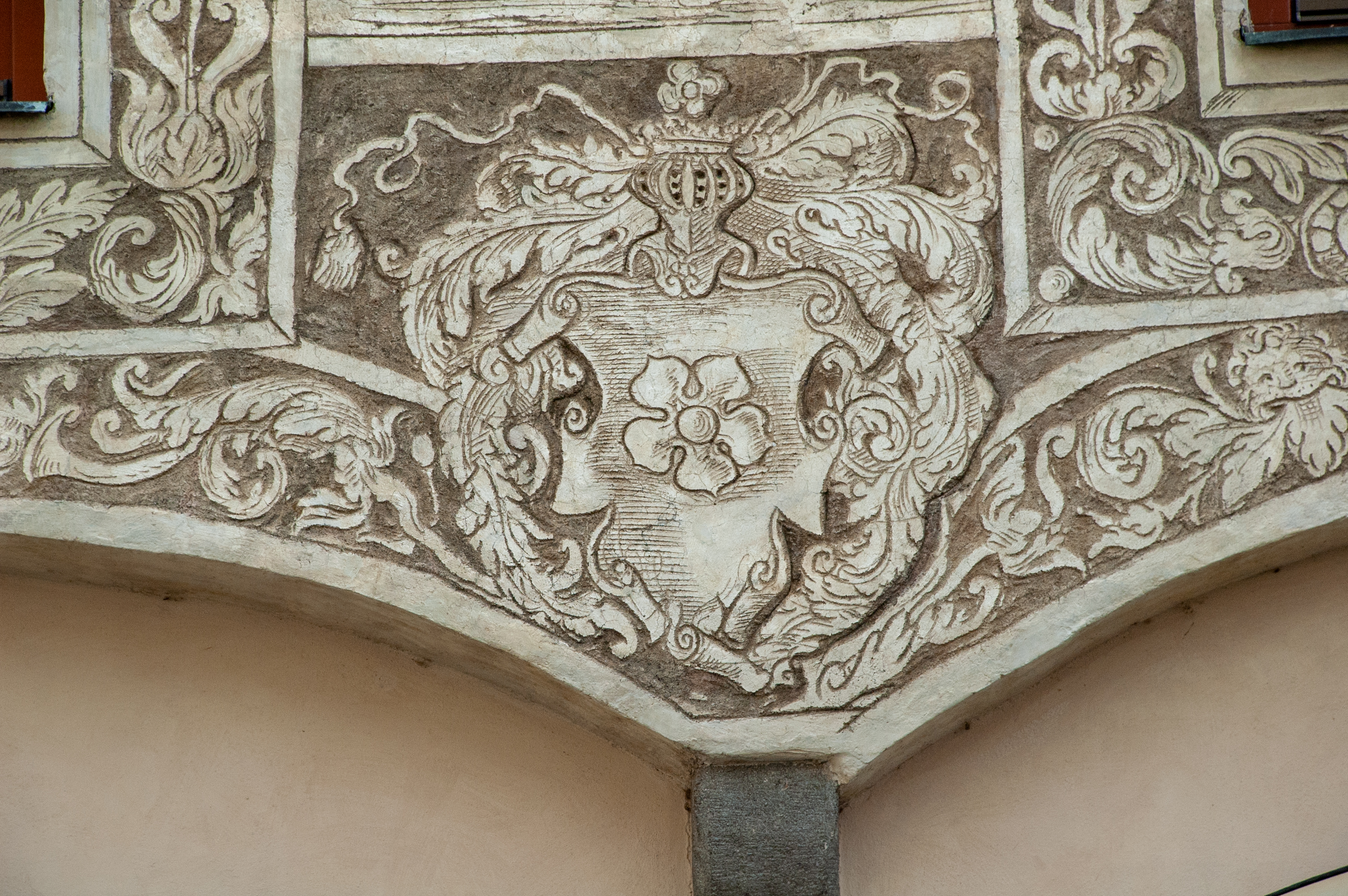
Detail erbu Viléma z Rožmberka na domě čp. 36

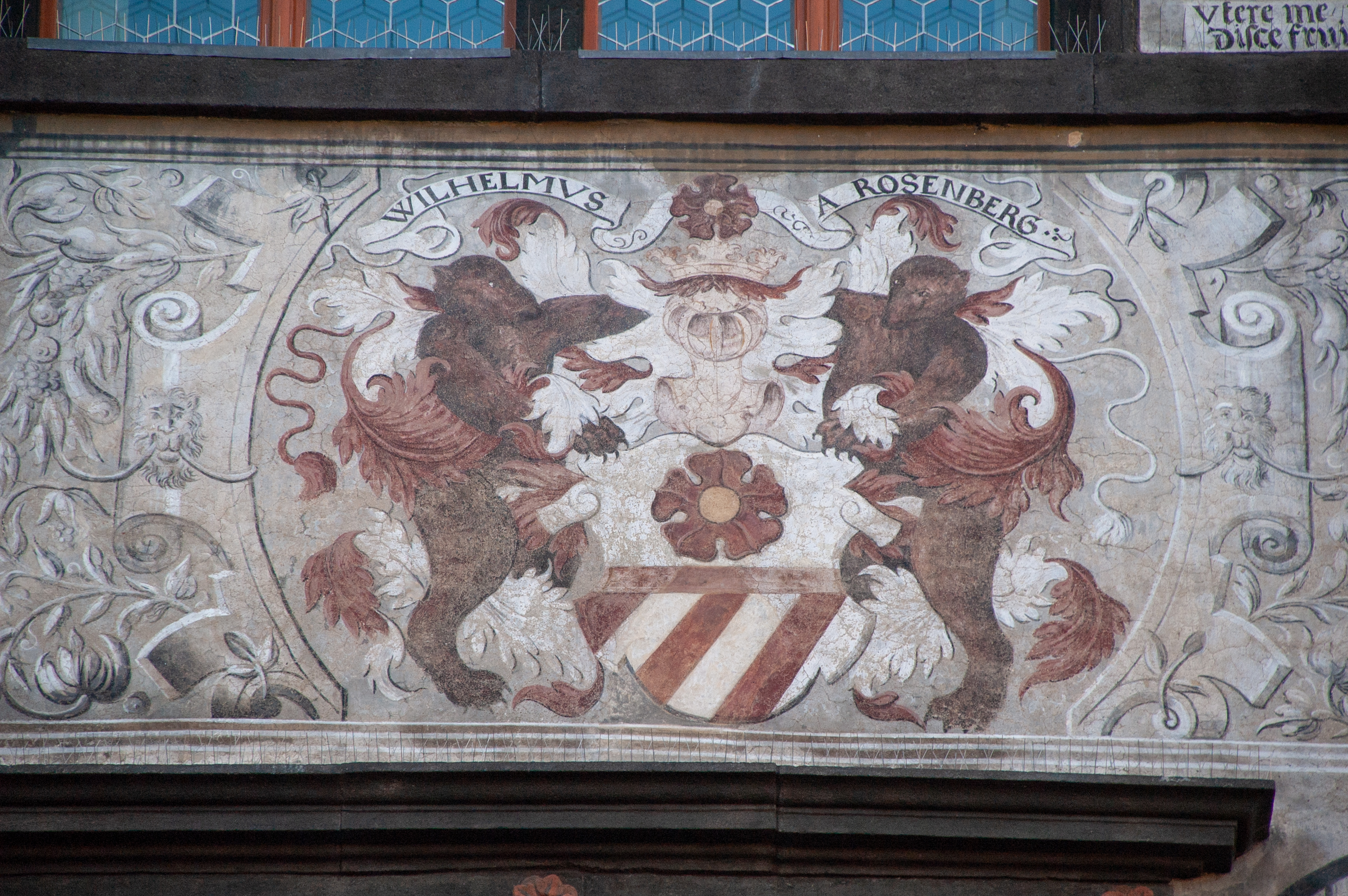
Detail polepšeného erbu Viléma z Rožmberka na Staré radnici v Prachaticích

Spodní třetina sgrafita byla vyhrazena pro rožmberský erb se štítem s růžicí, helmicí, překryvadly a klenotem v podobě malé růžice, který používal vladař domu rožmberského a majitel panství Vilém z Rožmberka (1535–1592) pouze do roku 1556.

### Svatý Kryštof a inspirace
Světec je zobrazen v duchu tradiční ikonografie a středověké legendistiky. Zobrazení znázorňuje všechny atributy: statný muž kráčí vodou, opírá se o masivní hůl v podobě kmene stromu a na ramenou přenáší na suchý břeh Ježíška. Postava je zobrazena tříčtvrtečním profilem doleva. Za levým ramenem sv. Kryštofa se na obzoru za vodou vypíná skalisko a na něm stojí domek se sedlovou střechou a drobnou víškou (patrně sanktusníkem), který lze v duchu legend interpretovat jako kapli, před kterou vyrůstá košatý strom. Bohatá zalamovaná drapérie světce vychází z pozdně gotických předloh. Petr Pavelec upozornil na možné souvislosti s významnými archivně doloženými předlohami. Prototypem celé této skupiny grafických listů, které se nápadně prachatickému sgrafitu podobají, byl nepochybně mědiryt Albrechta Dürera z roku 1521, který jeho následníci a kopisté zpracovávali až na drobné obměny a kvalitativní různost ve shodném provedení. 

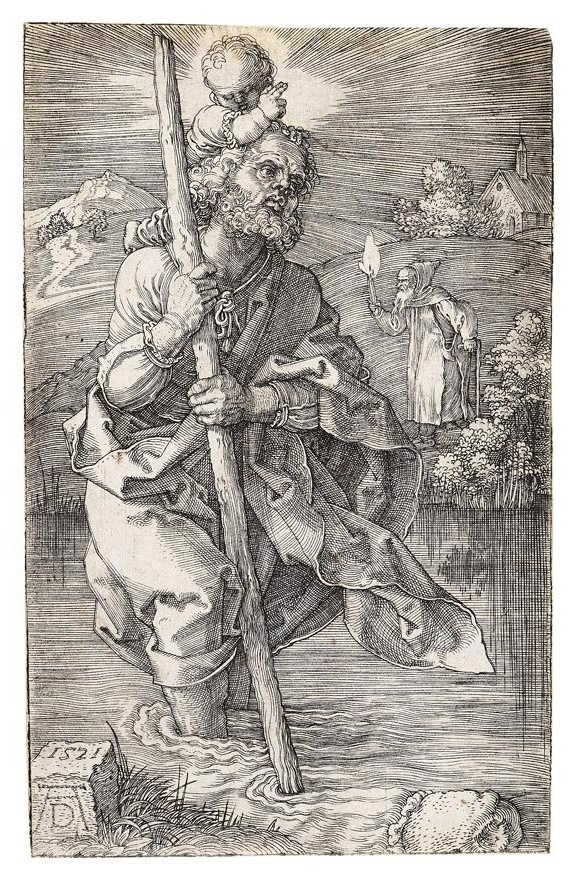
Inspirací pro sgrafito byla podle uměleckohistorického rozboru a restaurátorské zprávy rytina Albrechta Dürera

### Význam sv. Kryštofa na průčelí domu
Sv. Kryštof byl křesťanským světcem a mučedníkem, jehož příběh známe ze Zlaté legendy. Zde je líčen jako Kananejec obrovské postavy, který hledal nejmocnějšího vladaře na světě, aby mu sloužil. Při hledání se však zklamal, když zjistil, že jeho pán má strach z ďábla, opustil jej a začal sloužit ďáblu. I toho však opustil, když zjistil, že se bojí kříže. Poté Kryštof sloužil Kristu. Na radu poustevníka přenášel chudé a slabé přes řeku. Jedné noci přenášel malé dítě, jež se každým krokem stávalo těžším a těžším. Dítě se mu svěřilo, že je Kristus a že tedy na svých ramenou nesl tíži celého světa. Rovněž mu řeklo, aby zasadil svou hůl do země a ta druhý den vykvetla a vydala plody. V řečtině znamená jméno Kryštof „nosič Krista“. Nápis spojovaný se sv. Kryštofem zní: „Kdokoliv pohlédne na svatého Kryštofa, nebude v onen den jistě přemožen žádnou slabostí“. Sv. Kryštof byl proto zobrazován na stěnách budov a kostelů v nadživotní velikosti, tak aby byl i zdaleka viditelný. Sv. Kryštof byl i patronem poutníků, cestovatelů a horských cest. V Prachaticích má tedy jeho vyobrazení na domě souvislost s příchozími karavanami soumarů a dalších obchodníků a poutníků, cestujících po Zlaté stezce.

### Datace sgrafitové výzdoby
Sgrafitovou výzdobu fasády domu lze s ohledem na typologii sgrafita, vyobrazenou tematiku (vycházející ještě z pozdního středověku) i použití vzorového grafického listu Albrechta Dürera z roku 1521, přibližně datovat na přelom 40. a 50. let 16. století. Vzhledem k poručnictví nezletilých Rožmberků mezi léty 1545 až 1551 a výše zmiňované dataci užívání staršího rožmberského erbu, lze uvažovat se zpřesněnou datací vzniku výzdoby spíše někdy mezi roky 1551 až 1556. Slohově i zařazením do 50. let 16. století jsou k danému sgrafitu analogické ornamentální výzdoby okenních paspart v Praze na dvorní fasádě Týnské školy a domu č.p. 361/1 v Jilské ulici. Typické pro raná sgrafita je i hrubé odrývání pozadí, cíleně zde evokující dřevořez. Typologicky jde o přírodní pískové neprobarvené sgrafito, typické pro oblasti severní Itálie a jižního Švýcarska, odkud k nám z oblasti jezer Como a Lugano v 16. století přicházeli vlašští stavitelé a umělci, pracující na šlechtických i městských stavbách. Lze tedy předpokládat, i vzhledem k poměrně vysoké kvalitě sgrafita pro danou dobu 50. let 16. století, a k významné poloze Prachatic na jedné z nejvýznamnějších obchodních stezek spojující Čechy s Podunajím i Itálií (šlo o nejkratší a jednu z nejvyužívanějších cest, kudy na naše území proudili lidé a zboží z Itálie), že výzdobu provedl některý z italských umělců.

## Obnova a restaurování v letech 1995 - 1997
V letech 1995–1997 byl po restituci rekonstruován a byla restaurována dochovaná část sgrafitové výzdoby arkýře. Opravě předcházel restaurátorský průzkum v roce 1994, při kterém byly nalezeny renesanční omítkové vrstvy a fasáda doporučena k restaurování - odkrytí na mladší renesanční vrstvu s malbou. V místech, kde se mladší vrstva nedochovala bylo doporučeno odkrýt starší vrstvu se sgrafitem. Restaurováním včetně restaurátorských sond na fasádě byli pověřeni restaurátoři již tvořící v Prachaticích Tomáš Skořepa a Jiří Mašek. Rozsah, popis práce a uměleckohistorická a historická zjištění dokládá jejich restaurátorská zpráva "Renesanční sgrafito na fasádě domu čp. 36 v Prachaticích", včetně podrobné dokumentace na barevných fotografiích, popisující etapy obnovy a restaurování a identifikaci použitých pigmentů.
- První etapu prací (odkryv, transfer fragmentu mladší renesanční malby, očištění a upevňování sgrafitové vrstvy) v roce 1995[4]popisuje restaurátor Skořepa:V roce 1995 bylo zahájeno restaurování fasády domu. Byl rozšířen průzkum na druhé patro. Byly sejmuty nové omítky. Zdokumentoval jsem klasicistní nátěry, fragment barokní malby. Jednalo se o světlý nátěr s šedým bosováním. Renesanční vrstva omítky, která se chovala místy v oblasti prvního patra a přízemí je značně zvětralá. Místy jsou patrné zbytky dvou vrstev malby. Tyto se prolínají. Nad prostředním krakorcem se dochoval detail s andělem nesoucím věnec, patrně s erbem. Nad ním fragmenty nápisu. Kolem oken jsou patrné zbytky ornamentální výzdoby, nad pravým segmentovým obloukem několik písmen nápisu. Z této barevné vrstvy byly odebrány vzorky pigmentů pro chemickou analýzu. V místech, kde tato renesanční omítka chybí, jsem odkryl starší vrstvu sgrafita. Povrch sgrafita je velice kompaktní s dobře zachovalou vrstvou intonaka. Po dohodě se zástupcem památkové péče bylo rozhodnuto transferovat části mladší renesanční omítky s malbou a odkrýt starší vrstvu sgrafita. Po sejmutí mladších omítek bylo nutné sgrafito hloubkově injektovat a pečlivě dočistit rytou kresbu a škrábanou omítku. Poté jsem zajistil okraje omítkové kry přitmelením. Vrstva sgrafita se dochovala z 80% v oblasti arkýře v prvním patře domu. Jedná se o zoomorfní ornament na špaletách oken. Na levé straně sloup s hlavicí profilu lidské hlavy. Mezi okny postava Kryštofa stojícího ve vodě, v pozadí břeh s kaplí. Postava Ježíše na Kryštofových ramenech se nezachovala. Pod tímto obrazem je erb Rožmberků[21]

.
- Druhá etapa prací (dočištění povrchu sgrafita, povrchová fixáž, doplňky a retuše) byla provedena restaurátory Skořepou a Maškem v roce 1997 po dokončení stavebních úprav domu. V rámci této etapy oba restaurátoři provedli revizi hloubkového zpevnění omítek a dočistění reliéfu sgrafita. Omítky byly opakovaně napouštěny roztokem 5% hydroxidu barnatého a ztráty na omítkách byly vyplněny jádrem, stejně tak i ztráty na omítce v prvním patře. Defekty a peky byly vytmeleny, větší ztráty vyplněny napodobivou retuší. Kolem oken navrácených do původního formátu byly provedena rekonstrukce s tmavším odstínem intonaka, naproti tomu rekonstrukce mimo plochu dochované omítky byly pro odlišení provedeny pouze rytím bez intonaka. Na závěr byl proveden nátěr 5% akrylátovou disperzí a závěrečný hydrofobizační nátěr 3% roztokem včelího vosku a 1% polymerovaného oleje v lakovém benzínu[P 6][26][26]
- Dům čp. 36 - identifikace použitých pigmentů (Bayerová 1996)[6]

## Dům čp. 36 U sv. Kryštofa v literatuře
Dům čp. 36 je často citován v odborné literatuře. Po roce 2000 je též citován též v kvalifikačních pracích studentů vysokých škol. Významným zdrojem informací o novodobém vývoji domu, obnově a restaurování dochované části sgrafitové výzdoby arkýře jsou restaurátorské zprávy, záměry a jejich syntézy. Nejnovější poznatky jsou obsaženy ve zprávách o posledním restaurátorském zásahu v letech 1995 - 1997, jeho přípravě a vyhodnocení včetně rozsáhlé fotografické dokumentace a analýzy dochovaných materiálů.

## Dům Křišťanova čp. 36 v kontextu renesance v Prachaticích
Poloha domu je významným dokladem urbanistického vývoje středu Prachatice, kdy právě blok domů počínající domem čp. 36 plošně zmenšil původní rozměr Velkého náměstí a vytvořil Křišťanovu ulici.
Doložený vývoj domu, jeho malířské výzdoby sgrafito sv. Kryštofa a rožmberské růže na fasádě odráží postupný majetkový vzestup prachatických měšťanů v 16. stoletím, kdy město vlastnili Rožmberkové, zejména v éře vladařství Viléma z Rožmberka v 2. polovině 16. století. Tuto souvislost zřejmě reflektuje právě rožmberská růže pod sgrafitem sv. Kryštofa. Období, kdy vznikala renesance v Prachaticích, bývá nazýváno zlatým věkem Prachatic. Dům je významným prvkem Městské památkové rezervace Prachatice. Dům č.p. 36 odpovídá pojetí kulturní památky a památkové ochrany požívá celý objekt. Sgrafitové západní průčelí domu č.p. 36 je významným rysem vytvářejícím charakter MPR Prachatice. V domě jsou dochovány historické konstrukce z období renesance – západní část sklepů, obvodové zdivo a klenby západního dílu přízemí, obvodové zdivo západního dílu patra. Cenný je i dochovaný fragment figurální fresky. Východní část domu s vchodem z Křišťanovy ulice pochází zřejmě až z 20. století a tato část je chráněna pouze jako hmota domu s ohledem na charakter MPR.

## Galerie

### Pohledy na dům z Velkého náměstí

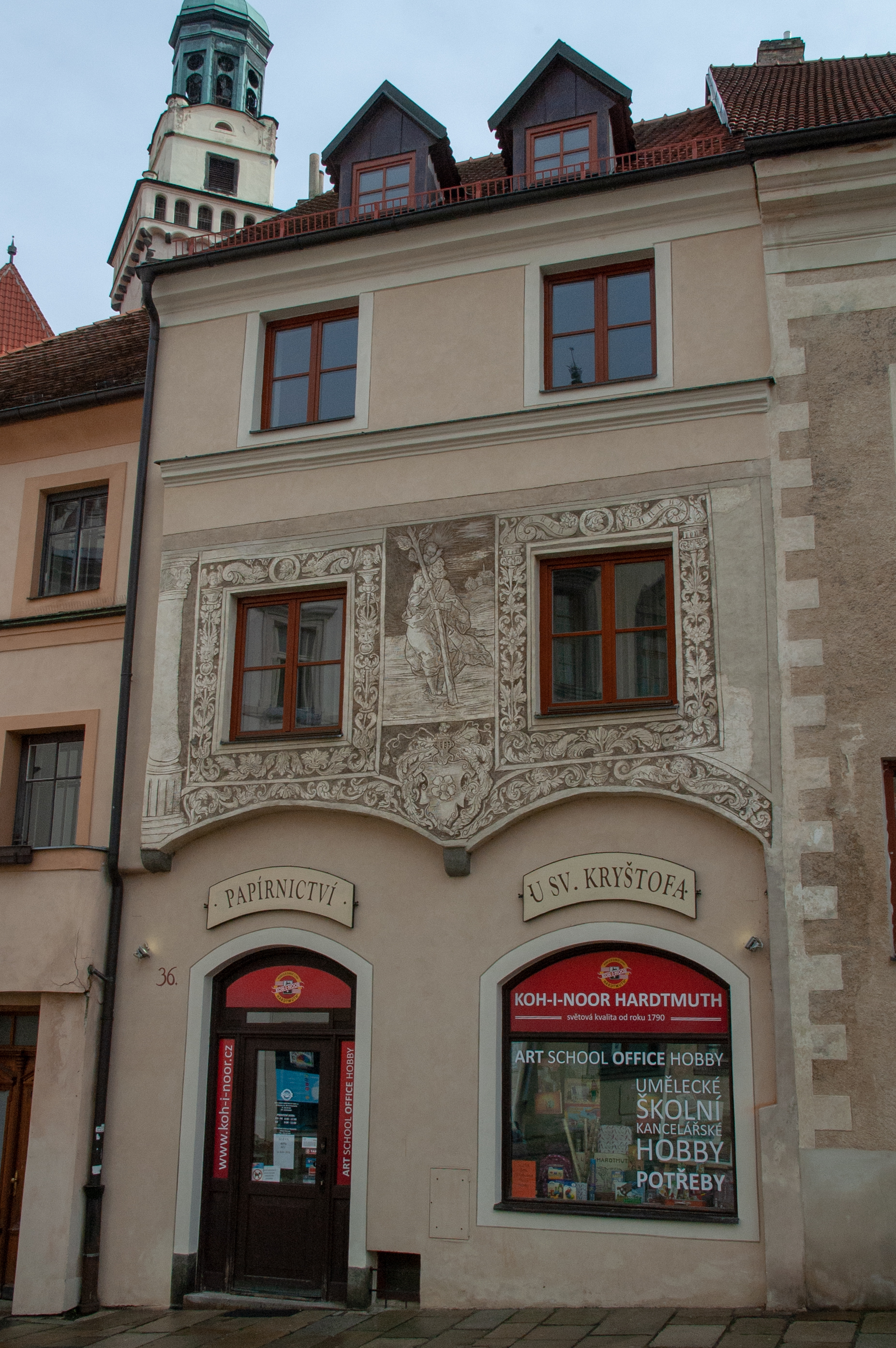
Pohled na dům z Velkého náměstí
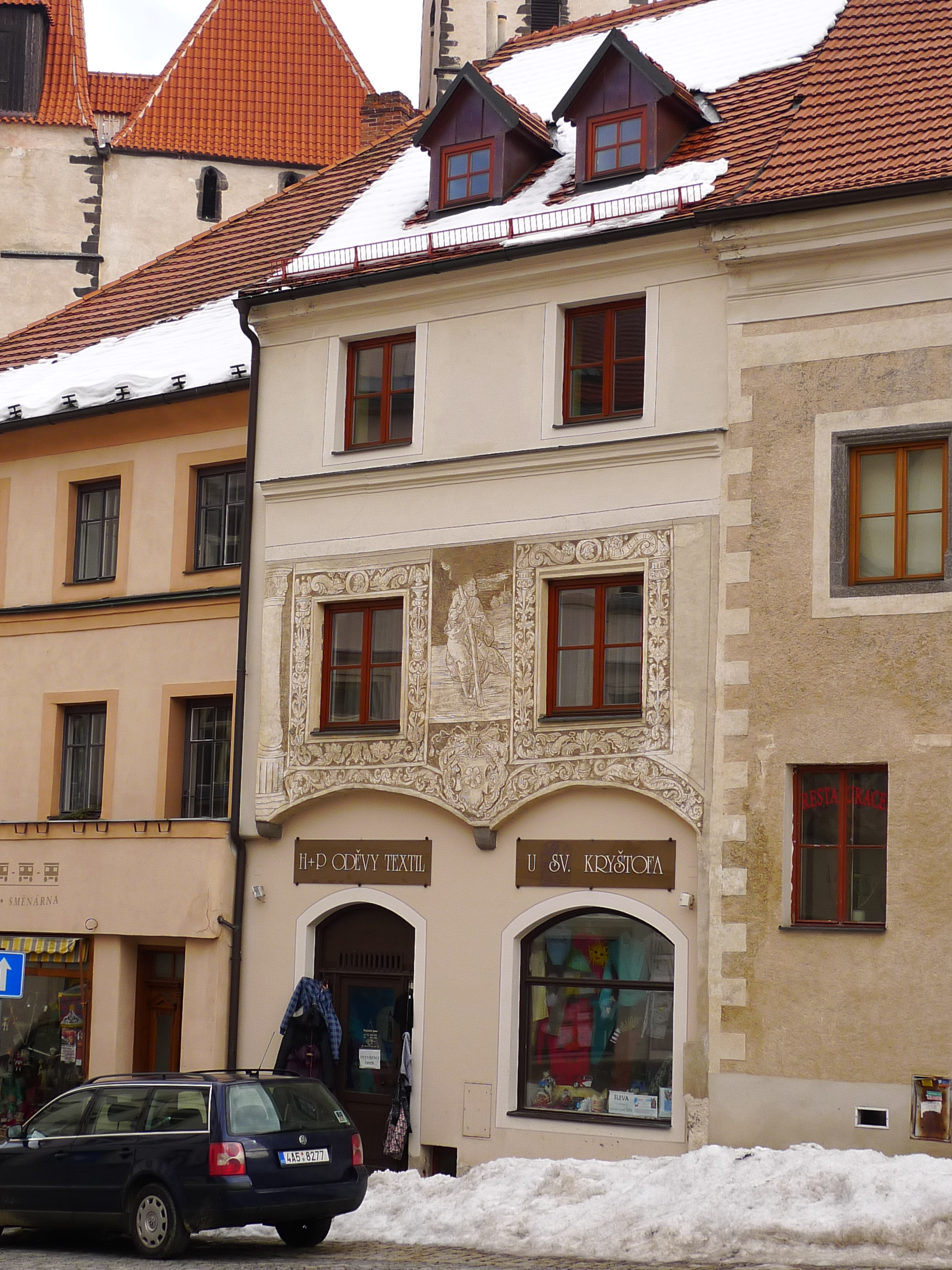
Pohled na dům z Velkého náměstí
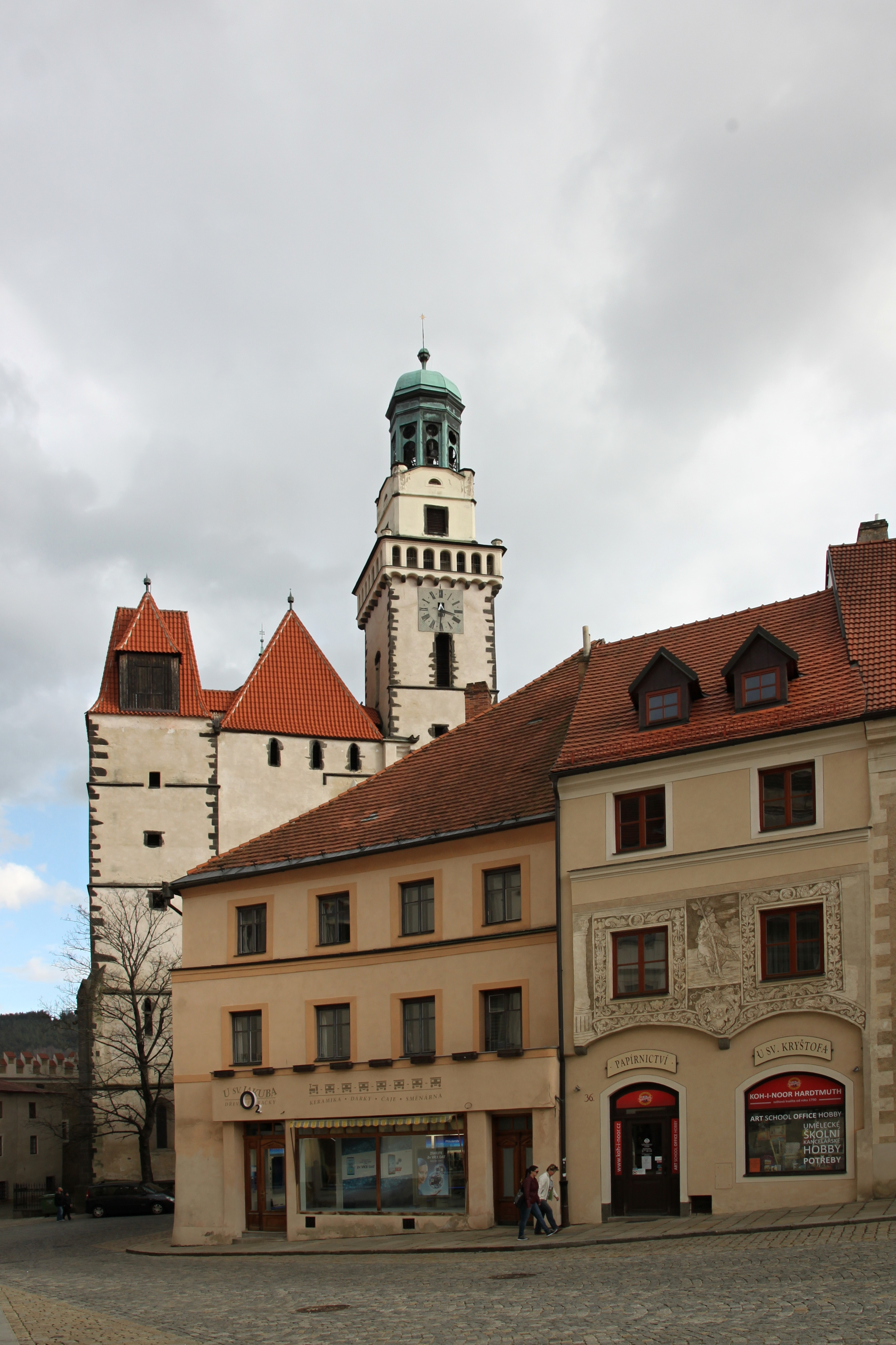
Pohled na dům z Velkého náměstí

### Prachatice Křišťanova 36, pohledy z Velkého náměstí na detaily sgrafit

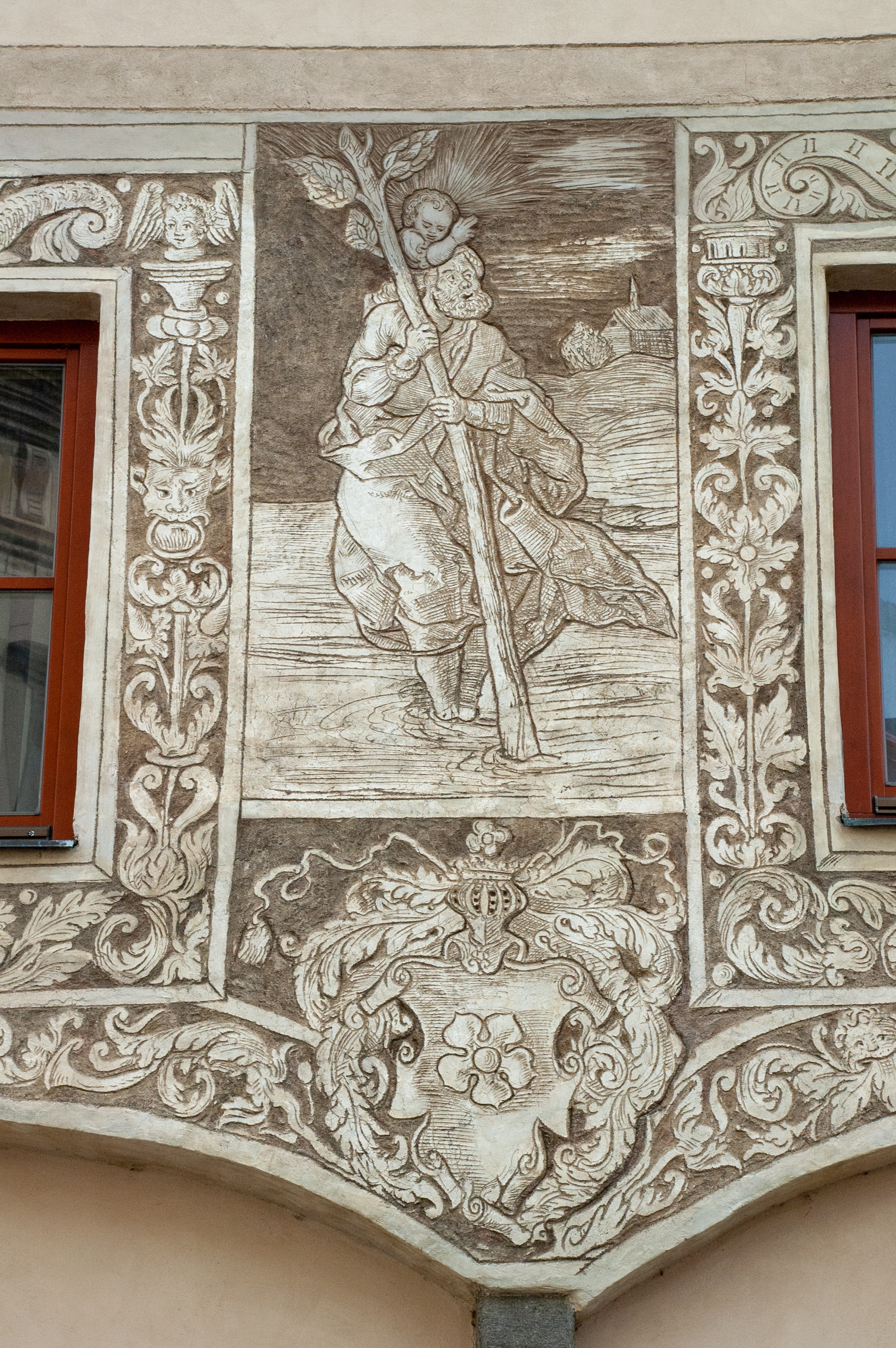
Pohled z Velkého náměstí, pohled na detaily sgrafit
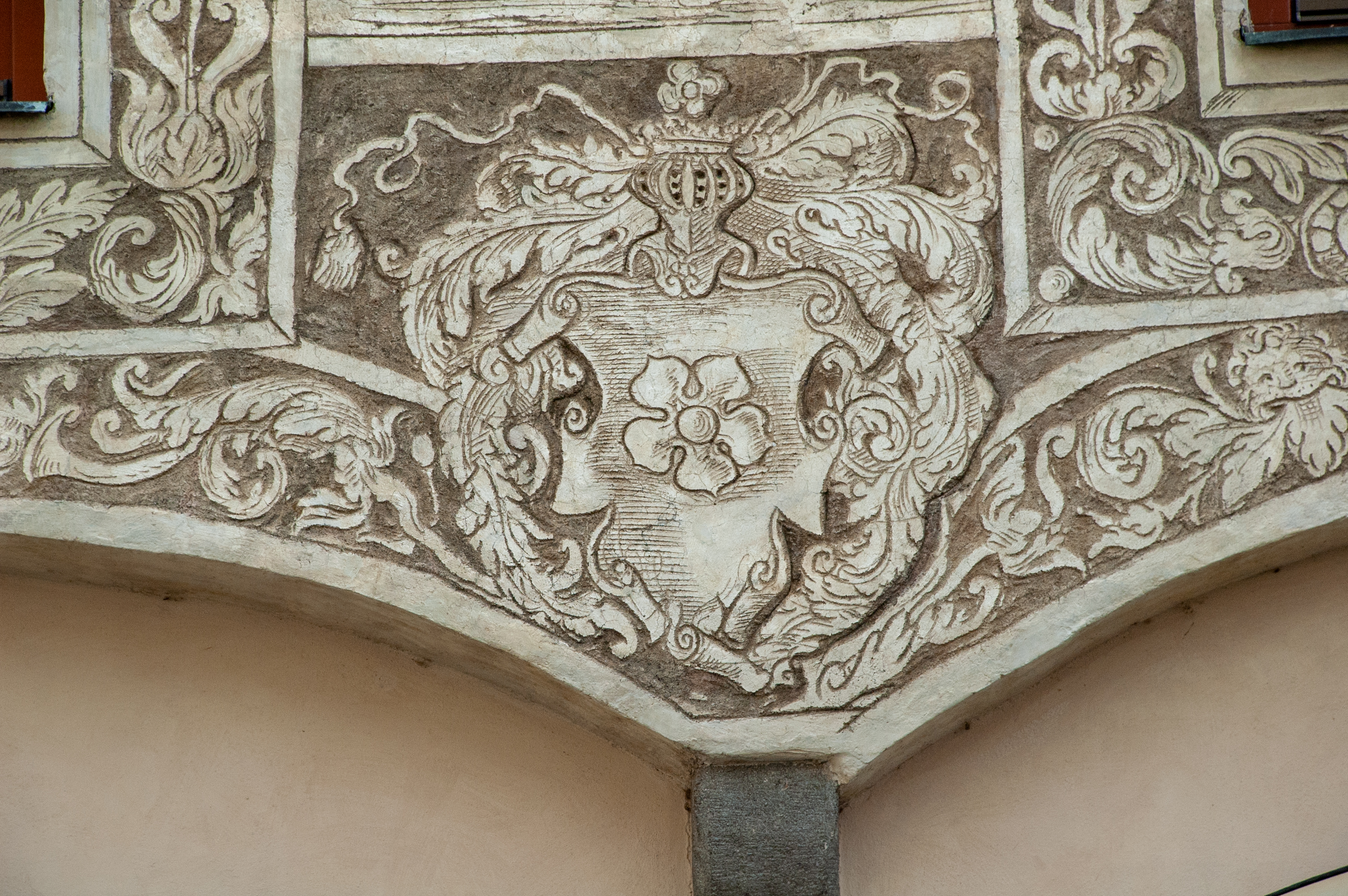
Pohled z Velkého náměstí, pohled na detaily sgrafit
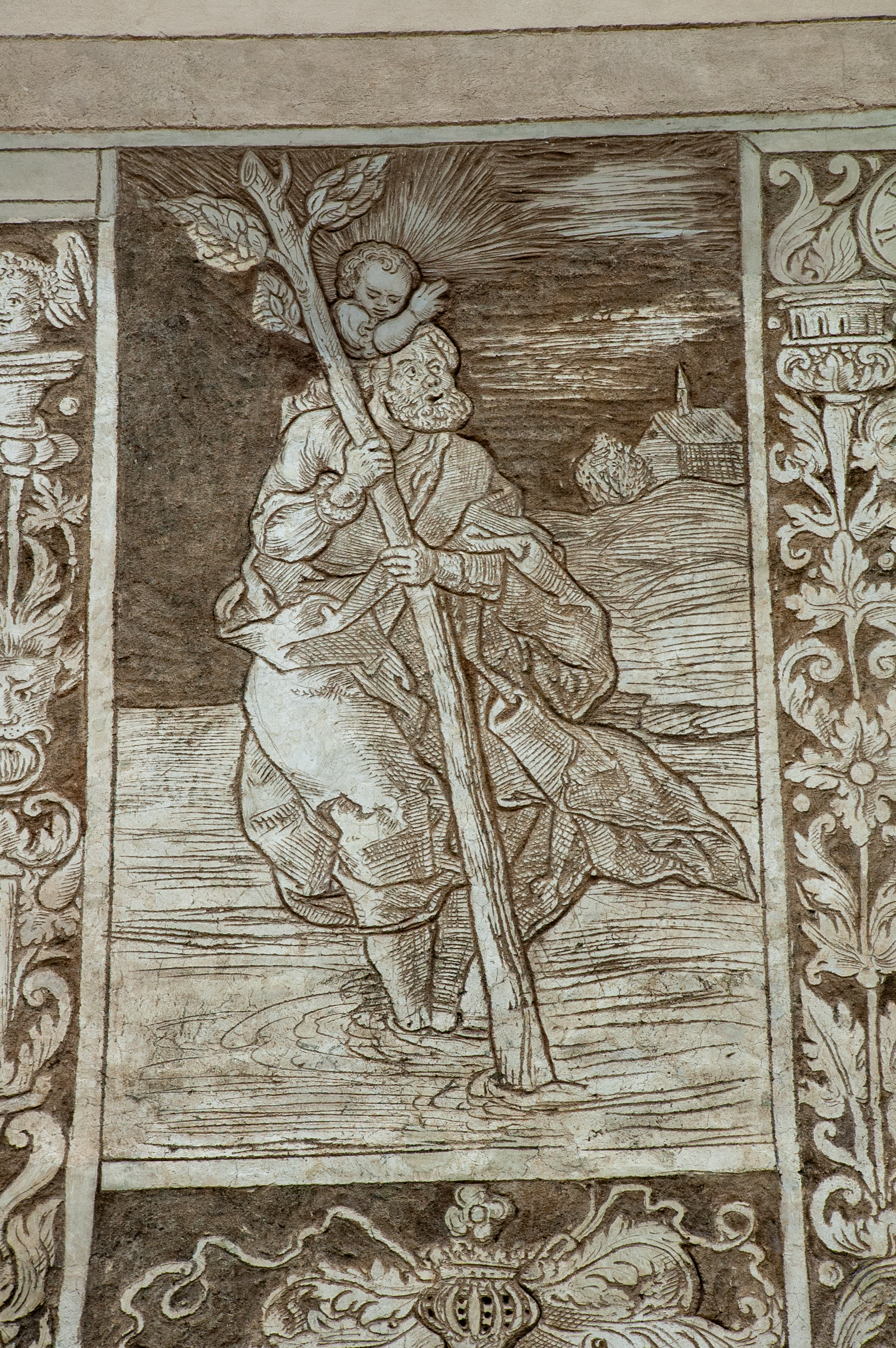
Pohled z Velkého náměstí, pohled na detaily sgrafit
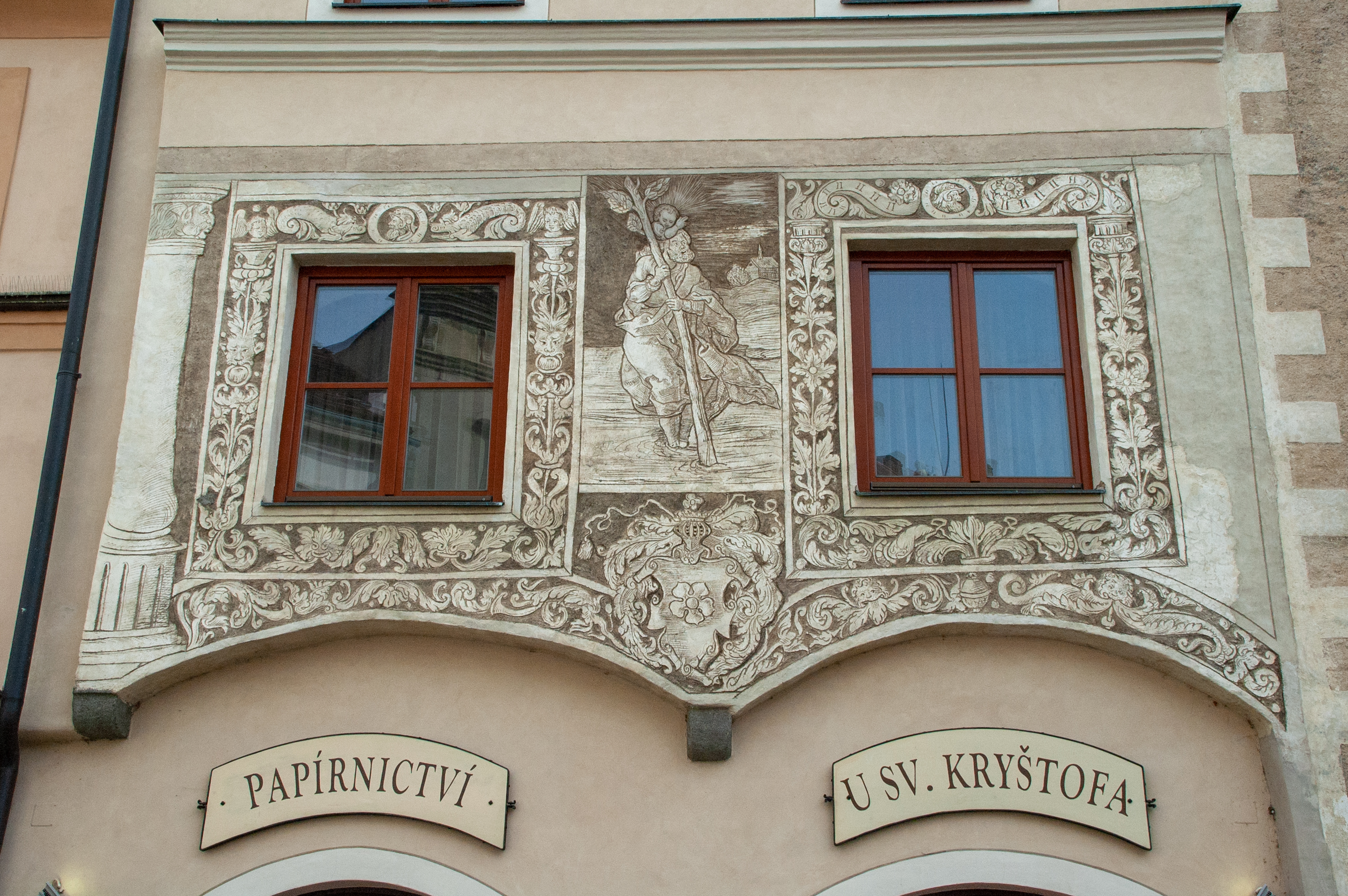
Pohled z Velkého náměstí, pohled na detaily sgrafit